# سبال مكسيكي
سبال مكسيكي (الاسم العلمي: Sabal mexicana) هو نوع نباتي يتبع جنس السبال من فصيلة الفوفلية.